# Biscotto al fudge

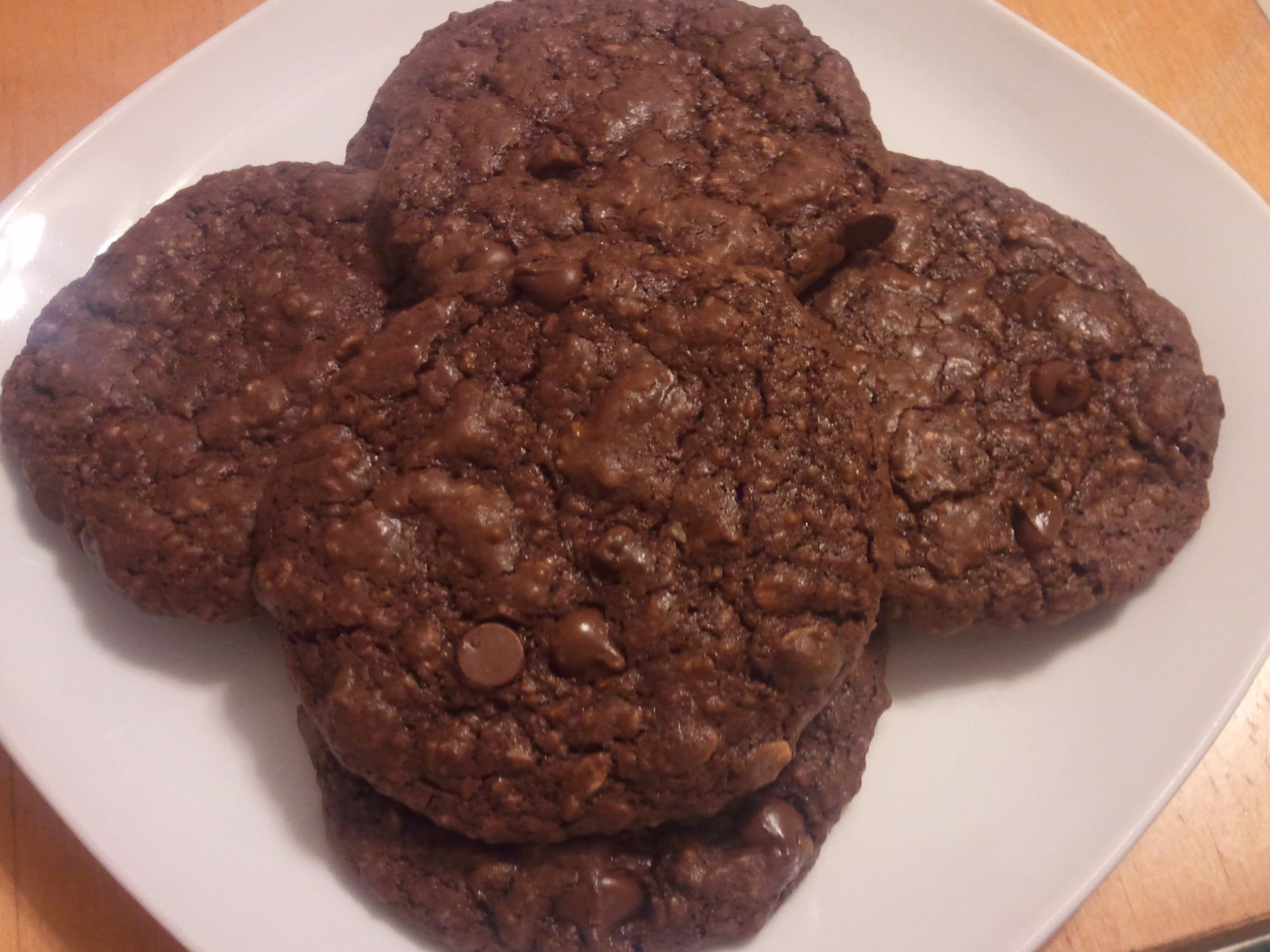
Biscotti al fudge di farina d'avena

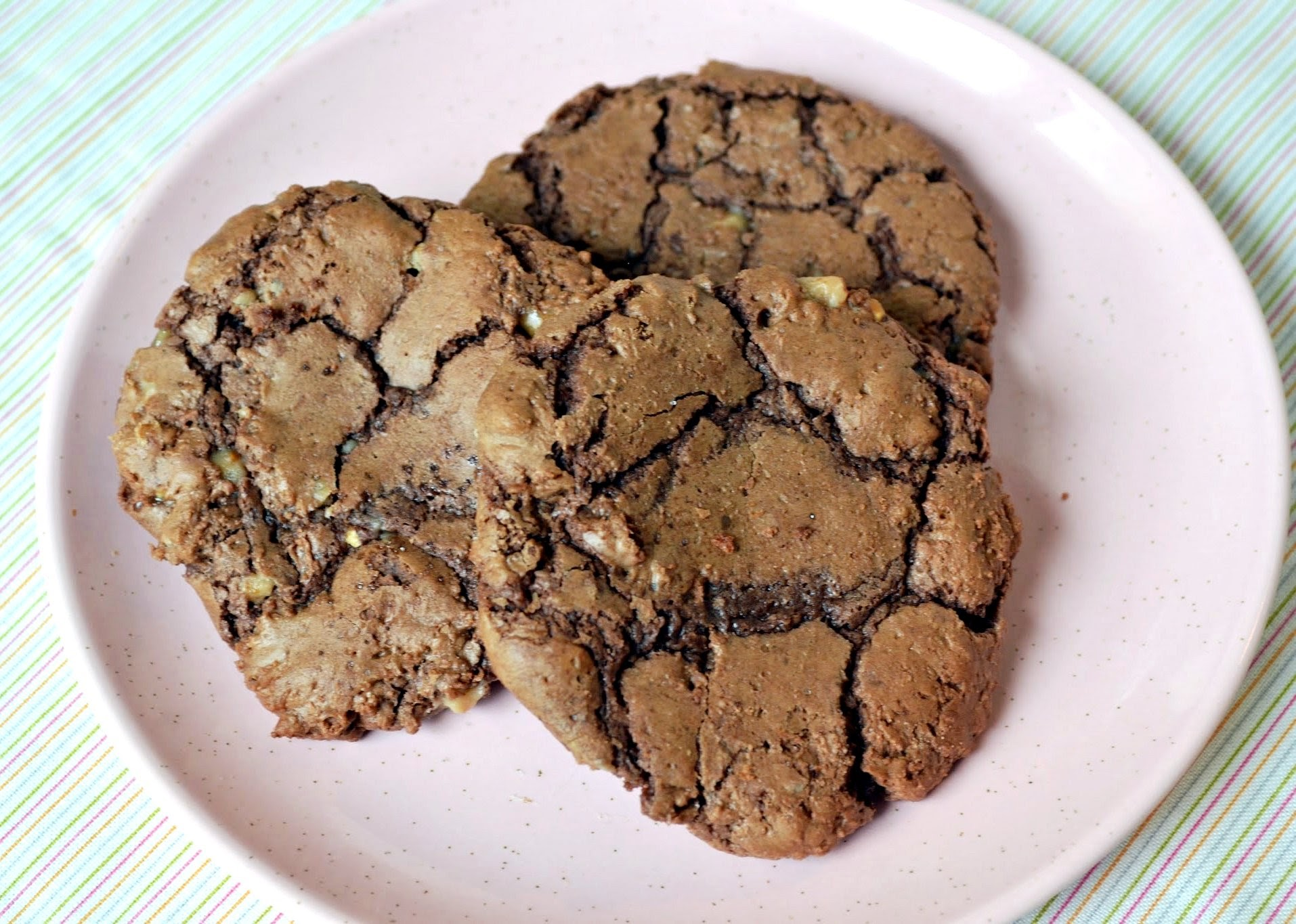
Biscotti al fudge con toffee

Un biscotto al fudge è un biscotto di origini statunitensi che viene preparato col fudge o che ne ha il sapore (o la consistenza). I biscotti possono avere diversi gusti, come al cioccolato fondente, insieme ad altri gusti del fudge, come quello al burro di arachidi.
Gli ingredienti tipici includono farina, cioccolato, cacao non zuccherato, zucchero, olio vegetale, margarina, vaniglia, sale e bicarbonato. Gli ingredienti aggiuntivi possono includere noci, come mandorle e anacardi, e carruba. Alcune varietà vengono spolverate con zucchero a velo dopo essere state cotte e raffreddate. Le varietà a preparazione rapida possono utilizzare mix per torte e gocce di cioccolato. Altre sono preparate con fiocchi d'avena o cereali, e bollite, piuttosto che al forno.
Esistono versioni vegane di biscotti al fudge.

## Marchi commerciali
Vengono prodotti diversi marchi commerciali di biscotti al fudge, compresi quelli prodotti da Keebler, Nabisco e Stella D'oro.